# Doftdaglilja
Doftdaglilja (Hemerocallis thunbergii) är en växtart i familjen dagliljeväxter från Korea och Japan. den odlas som trädgårdsväxt i Sverige.
Doftdaglilja är en flerårig ört med rep-lika rötter som ibland är något förtjockade. Bladen blir 30–60 cm långa och 5-10 (-24?) mm breda. Blomstjälken är längre än bladen, upprätt, förgrenad mot toppen, cirka 100–115 cm. Blommorna blir 9–11 cm långa, de sitter i samlingar om 3-15 (-20) blommor, är doftande och öppnar sig på morgonen. Hyllebladen är citrongula.. Blompipen utgör vanligen en tredjedel av blommans längd. Frukten är en äggrund kapsel, 3 cm lång och 2 cm bred, tvärt avsmalnande mot basen.
I Japan förekommer en storväxt typ vars blomstjälkar blir upp till 180 cm hög och bär upp till 75 blommor. Denna har kallats Hemerocallis vespertina.
Arten liknar blekgul daglilja (H. citrina), men den har blomställningar med 20–65 blommor som blir 9–17 cm och öppnar sig på kvällen. Bladen är vanligen något bredare (10–16 mm).

## Hybrider
Doftdaglilja har använts flitigt i korsningar mellan olika arter. Några av dem har fått vetenskapliga namn:
- Hemerocallis × baronii - blekgul daglilja (H. citrina) × doftdaglilja (H. thunbergii).
- Hemerocallis × elmense - liten daglilja (H. minor) × doftdaglilja (H. thunbergii).
- Hemerocallis × fallaxlittoralis - stranddaglilja (H. littorea) × doftdaglilja (H. thunbergii).
- Hemerocallis × luteola - brunröd daglilja (H. fulva) × doftdaglilja (H. thunbergii).

## Odling
Doftdaglilja är lättodlad och härdig i stort sett i hela landet. Den kan dock behöva extra skydd längst i norr. Västplatsen bör inte vara för torr, men samtidigt väldränerad. Arten förökas lättast genom delning under våren. Även frösådd är möjlig och fröplantor börjar blomma under andra eller tredje säsongen.

## Synonymer
- Hemerocallis serotina Focke
- Hemerocallis sulphurea Nakai